# Paysafe Group

## Історія
Paysafe Group — міжнародна компанія, яка надає платіжні послуги. Вона була заснована у 1996 році як Optimal Payments PLC і згодом кілька разів змінювала назву в процесі свого розвитку та розширення. Компанія вийшла на Лондонську фондову біржу у 2004 році, а у 2015 році змінила назву на Paysafe Group. У 2017 році компанія була придбана консорціумом, що складається з Blackstone Group і CVC Capital Partners, за суму приблизно у £3 млрд.

## Опис
Paysafe Group надає широкий спектр рішень для обробки платежів та електронних грошових переказів, що робить її одним з провідних гравців у фінансово-технологічному секторі. Основні продукти компанії включають цифрові гаманці, передплачені картки та платіжні шлюзи, які використовуються мільйонами клієнтів по всьому світу.

## Продукти та послуги
- Skrill — один з найпопулярніших цифрових гаманців, який дозволяє користувачам здійснювати онлайн-платежі, надсилати гроші та зберігати кошти.
- NETELLER — ще один цифровий гаманець, що пропонує аналогічні послуги, а також підтримує транзакції в криптовалюті.
- paysafecard — передплачена картка, яка дозволяє користувачам здійснювати онлайн-платежі без необхідності надавати банківські дані чи дані кредитної картки.
- Income Access — система маркетингових та аналітичних рішень, призначена для партнерських програм.

## Стратегія та інновації
Paysafe Group активно впроваджує інновації у свої продукти та послуги, зосереджуючись на забезпеченні безпеки та зручності для користувачів. Компанія активно працює над інтеграцією нових технологій, таких як блокчейн та криптовалюти, щоб запропонувати своїм клієнтам сучасні та надійні рішення.

## Глобальна присутність
Paysafe Group веде свою діяльність по всьому світу, обслуговуючи клієнтів у більш ніж 200 країнах. Штаб-квартира компанії знаходиться у Лондоні, Велика Британія, а додаткові офіси розташовані у Північній Америці, Європі та Азії.

## Регулювання та безпека
Paysafe Group строго дотримується міжнародних стандартів безпеки та регуляторних вимог. Компанія має ліцензії на діяльність від багатьох фінансових регуляторів по всьому світу та активно працює над підтриманням високого рівня захисту даних своїх клієнтів.

## Придбання та партнерства
За роки своєї діяльності Paysafe Group здійснила багато стратегічних придбань, щоб розширити свій портфель продуктів та зміцнити позиції на ринку. Серед ключових придбань можна відзначити покупку компаній Skrill, NETELLER та paysafecard.

## Висновок
Paysafe Group продовжує відігравати ключову роль у розвитку індустрії цифрових платежів, пропонуючи інноваційні рішення та постійно адаптуючись до змінних потреб ринку. З акцентом на безпеку, зручність та технологічне вдосконалення, компанія залишається важливим гравцем на глобальній фінансовій сцені.